# 王權球場
皇權球場（英語：King Power Stadium），前稱獲加球場（英語：Walkers Stadium），是位於英格蘭東米德蘭茲萊斯特郡單一管理區莱斯特的體育場，為莱斯特城和萊斯特城女足的主場球場，於2002年7月啟用，全坐席可容32,500名觀眾，球場內每個座位均沒有遮擋，在英格蘭排第19位大的體育場。

## 命名
在2002年，前萊斯特市球衣贊助商沃克斯（Walkers）簽下一份關於命名權的十年合約。在2007年5月，由於他們再次付了「共七位數的錢」來延長他們對球場的贊助至2017年，先前的合約就遭到廢止。

## 直升機墜毀事故
2018年10月27日，一架直升機在王權球場場起飛後不久墜毀。機上載有五人，包括李斯特城足球會的班主維猜·斯里瓦塔那布拉帕。機上無人生還。

## 結構

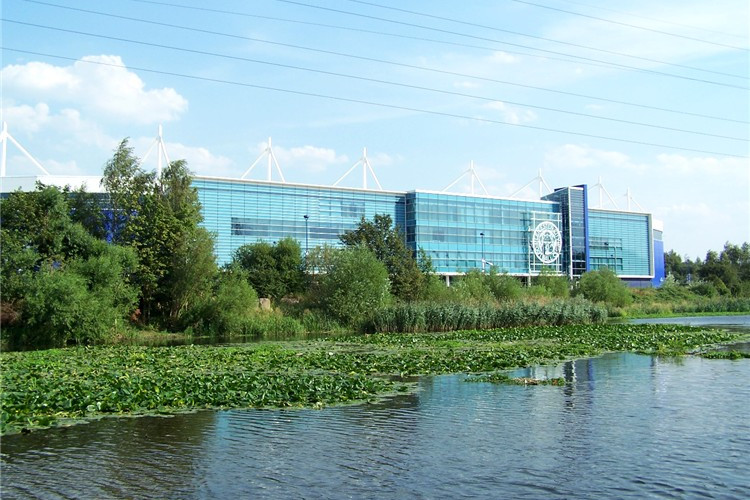
王權球場外觀

### 看台
北看台
於2006年獲冠名贊助稱為「馬克斯電業家庭看台」（The Marks Electrical Family Stand），前稱「bmi嬰兒航空家庭看台」（bmibaby Family Stand），可容5,000名觀眾，主要是包括不同年齡的家庭成員。
東看台
莱斯特友聯銀行在2002年9月簽署六位數字的贊助合約取得五年的命名權，稱為「莱斯特友聯銀行看台」（The Alliance & Leicester Stand），可容納7,500名觀眾，大部分是持有季票的熱心球迷，同時設置電視攝影廂。
南看台
龍門後的南看台名字是透過公開挑選的，勝出的名字以李斯特城的舊名字「Leicester Fosse」命名，使球隊的傳統可以在新球場延續，稱為「科斯看台」（The Fosse Stand），可容納超過7,000名觀眾，97%是持有季票，是全場最有氣氛及嘈吵的地區。
西看台
王權球場的主看台，可容納6,500名觀眾及44個行政包廂（2,500個行政座席）、宴會大堂、傳媒及球員使用的設施，同時是售票處及球隊精品店的所在地。

## 賽事
國際賽
| 日期           |        | 賽果 |                      | 競賽   |
| -------------- | ------ | ---- | -------------------- | ------ |
| 2003年6月3日   | 英格兰 | 2-1  | 塞爾維亞與蒙特內哥羅 | 友誼賽 |
| 2003年10月12日 | 牙买加 | 0-1  | 巴西                 | 友誼賽 |
| 2006年5月29日  | 牙买加 | 1-4  |                      | 友誼賽 |

## 外部連結
- 獲加球場官網 （页面存档备份，存于）
- 李斯特城官網：獲加球場